# Nicolaes van Haeften

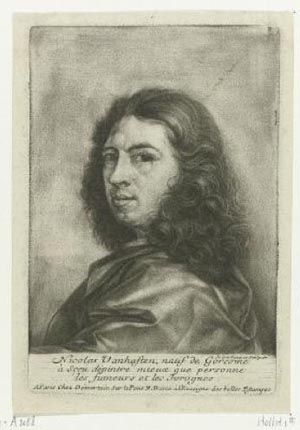
Zelfportret van Nicolaes van Haeften

Nicolaes van Haeften (Gorinchem, 1663 - Parijs, 1715) was een Nederlands kunstschilder en etser.
Omstreeks 1670 vertrok hij met zijn ouders naar Rotterdam, waar hij tot 1690 woonde. Na een verblijf van vier jaar in Antwerpen, verhuisde hij in 1694 naar Parijs, waar hij in 1715 overleed.
Hij schilderde voornamelijk genrestukken in de stijl van David Teniers de Jongere, Adriaen van Ostade en anderen. Ook schilderde hij portretten. 
Werken van Van Haeften hangen onder andere in het Rijksmuseum Amsterdam, het Museum Boijmans Van Beuningen Rotterdam, het British Museum in Londen en het Museum of Fine Arts in Boston, Verenigde Staten.